# Governatorati del Kuwait

Governatorati del Kuwait

I governatorati del Kuwait (in arabo: muhāfaẓāt, sing. muḥāfaẓa) sono la suddivisione territoriale di primo livello del Paese e sono pari a 6.

## Lista
| Localizzazione | Governatorato                                             | Capoluogo        | Popolazione (2005) | Superficie (Km²) |
| -------------- | --------------------------------------------------------- | ---------------- | ------------------ | ---------------- |
|                | Governatorato di al-Ahmadi                                | al-Ahmadi        | 390 927            | 5 120            |
|                | Governatorato di al-Farwaniyya                            | al-Farwaniyya    | 620 935            | 204              |
|                | Governatorato di al-Jahra                                 | al-Jahra         | 269 915            | 12 750           |
|                | Governatorato della Capitale o Governatorato di al-'Asima | Al Kuwait        | 254 503            | 175              |
|                | Governatorato di Hawalli                                  | Hawalli          | 482 127            | 85               |
|                | Governatorato di Mobarak al-Kabir                         | Mobarak al-Kabir | 175 244            | 104              |

La zona neutrale kuwaitiano-saudita fu soppressa nel dicembre 1969 e la parte settentrionale di 2590 km² fu annessa al governatorato di al-Ahmadi.